# Tachyphonus rufus
La tangara negra  (Tachyphonus rufus), también denominada frutero negro (en Paraguay y Argentina), parlotero malcasado (en Colombia, tangara forriblanca (en Costa Rica), tangara filiblanca (en Panamá y Ecuador), tangara de líneas blancas (en Perú), frutero chocolatero o chocolatero (en Venezuela), es una especie de ave paseriforme de la familia Thraupidae perteneciente al género Tachyphonus. Es nativa de América Central y del Sur.

## Distribución y hábitat
Se distribuye de forma discontinua en una inmensa área que abarca desde Costa Rica a Panamá; en Colombia, al sur por el oeste, en el oeste de Ecuador y norte y sureste de Perú; hacia el este por Venezuela, Trinidad y Tobago, norte de Guyana, Surinam y Guayana Francesa, hacia el sur por la parte oriental de la Amazonia brasileña, este, centro oeste y parte del sureste interior de Brasil, este de Bolivia, Paraguay, hasta el centro de Argentina (noreste de Buenos Aires).
Esta especie, ampliamente diseminada, es bastante común en una variedad de hábitats naturales: clareras arbustivas, bordes de bosque y jardines; es más numerosa en Trinidad y Tobago donde inclusive habita en el interior de los bosques. Principalmente por debajo de los 1500 m de altitud, pero puede llegar hasta los 2000 m en algunos valles andinos.

## Descripción
Mediano, mide alrededor de 18,5 cm. El macho es de plumaje negro a excepción de una lista en el borde del ala y la parte inferior de las coberteras, ambas blancas. La hembra es por completo marrón rojiza, algo más pálida por debajo. Su pico es gris azulado, más oscuro en la mandíbula superior.

## Sistemática

### Descripción original
La especie T. rufus fue descrita por primera vez por el naturalista neerlandés Pieter Boddaert en 1783 bajo el nombre científico Tangara rufa; su localidad tipo es: «Cayena, Guayana Francesa».

### Etimología
El nombre genérico masculino «Tachyphonus» deriva de la palabra griega «takhuphōnos, que significa  «que habla rápido, parlachín»; y el nombre de la especie «rufus», del latín: rufo, rojizo, en referencia al color de la hembra de la especie.

### Taxonomía
Es monotípica. Los amplios estudios filogenéticos recientes de Burns et al. (2014) demuestran que esta especie es hermana de Tachyphonus coronatus y el par formado por ambas es hermano de Tachyphonus phoenicius.